# Grapus
 (mai 2013).
Si vous disposez d'ouvrages ou d'articles de référence ou si vous connaissez des sites web de qualité traitant du thème abordé ici, merci de compléter l'article en donnant les références utiles à sa vérifiabilité et en les liant à la section « Notes et références ».
Grapus est un groupement de graphistes revendiquant un statut d'auteur. Il est créé en 1970 par Pierre Bernard, François Miehe (qui s'en retire en 1980) et Gérard Paris-Clavel. En 1975 Jean-Paul Bachollet et en 1976 Alex Jordan les rejoignent.
Décrit comme « un bureau de graphisme d'extrême gauche », Grapus affirme son intention de « changer la vie » et va s'attacher à développer dans une même dynamique recherche graphique et engagement politique, social et culturel. Le nom Grapus est la contraction d'une insulte soixante-huitarde « crapule stalinienne » (crap stal) et du mot graphisme.

## Historique
Les trois fondateurs se sont rencontrés pendant le mouvement étudiant de mai 1968, dans l'atelier populaire no 3 chargé de la production des affiches murales et slogans de Mai 68 à l'École des Arts-déco, l'un des deux lieux qui s'en occupaient à Paris, avec l'École des beaux-arts de Paris. Grapus est fondé peu après, pendant que les trois sont étudiants-chercheurs à l'éphémère Institut de l’environnement,.
Ils commencent à travailler avec la lutte pour l’arrêt de la guerre du Vietnam, pour l'identité visuelle de la CGT Paris et sur des campagnes d'affichage du Parti communiste français,. Grapus travaille également pour la culture, créant des affiches pour le Théâtre de la Salamandre, ou le Théâtre de l’Est parisien.
À partir de 1978, Grapus a l'occasion d'exposer dans d'importantes expositions comme à Paris (Musée de l'affiche en 1982), à Amsterdam (Stedelijk Museum), à Aspen (Colorado) et à Montréal (Musée d'art contemporain). Ils réalisent des affiches célèbres et influencent les jeunes générations par leur éthique à la fois novatrice et engagée.

Logotype pour la Villette (Cité des sciences et de l'industrie)

En 1981, Grapus signe le logo du Secours populaire français, une "main ailée tricolore". En 1984, Grapus remporte la commande de l'identité graphique du site de la Villette (Cité des sciences et de l'industrie), et développe un logotype basé sur des formes géométriques,. 
Grapus a accueilli de nombreux participants et stagiaires ; en tout plus que 80 personnes ont fait partie du collectif. La conception des images réalisées s'est presque toujours faite collectivement.
Leur style est marqué par l'utilisation de l’écriture manuscrite et de l’assemblage de techniques diverses (dessin, peinture, photo, texte).
Fin 1990, le collectif Grapus décide de cesser ses activités. En 1991 il reçoit  le Grand prix national des arts graphiques à titre posthume.

## L'après Grapus
Pierre Bernard fonde, avec Dirk Behage et Fokke Draaijer, « l'Atelier de Création Graphique », qui travaille dans les domaines de l'édition, de l'affiche, de la signalétique et dans le domaine de l'identité visuelle, avec toujours la même conviction (Grapus) que « le graphisme a une fonction culturelle d'utilité publique ».
Gérard Paris-Clavel crée avec Vincent Perrottet l'atelier « les Graphistes associés », qu'il quittera rapidement en 1992. Il devient graphiste indépendant pour développer dans son atelier d’Ivry-sur-Seine une activité artistique autonome à côté de son travail de commande d’artisan graphiste. En 1991 il crée avec Marc Pataut, l’association Ne pas plier.
Alex Jordan fonde l'atelier « Nous Travaillons Ensemble » (NTE) avec Ronit Meirovitz et Anette Lenz (qui faisaient partie de son groupe de travail à l'intérieur de Grapus) avec l'idée, de continuer naturellement la démarche « Grapus ». « Nous Travaillons ensemble » a travaillé en binôme avec l'association de photographes « le bar Floréal » depuis sa création en 1985 et cosigne également de nombreuses réalisations de l'association multidisciplinaire « la Forge ». Actuellement (2024) NTE est composé de Valérie Debure et d'Alex Jordan.

## Le Fonds Grapus
À la dissolution du groupe en 1990, il est décidé de céder les archives à la ville d'Aubervilliers au sein des Archives communales. Les documents ont fait l'objet d'un tri et d’un classement à partir de 2001. Il s’agit de la collection la plus complète à ce jour (863 affiches) documentant 20 années de création collective au service de thèmes sociaux, culturels et politiques.
La ville d'Aubervilliers a travaillé en collaboration avec la bibliothèque Forney de la Ville de Paris et le soutien de la Mission Recherche et Technologie du ministère de la Culture, pour pouvoir mettre en ligne le Fonds Grapus sur son site Internet[réf. nécessaire].
En 2017, une exposition rétrospective consacrée à la production artistique de Grapus est montrée à l'Usine du May à Thiers, pour la première fois depuis sa dissolution,,,.

## Sources
- Léo Favier, Comment, tu ne connais pas Grapus ?, Leipzig, Spector Books, 2014, 248 p. (ISBN 978-3-944669-48-9)
- Collectif, Études sur le collectif Grapus 1970-1990… : Entretiens et archives, Éditions B42, 2016, 184 p. (ISBN 978-2-917855-70-6)
- Grapus  -  "Je me souviens d'une exposition à Thiers..."  Album de l'exposition à l'Usine du May - Thiers, 2017.   (ISBN 978-2-9568230-0-1)